# Comandamentul General 52 Rezervă german (1916-1918)

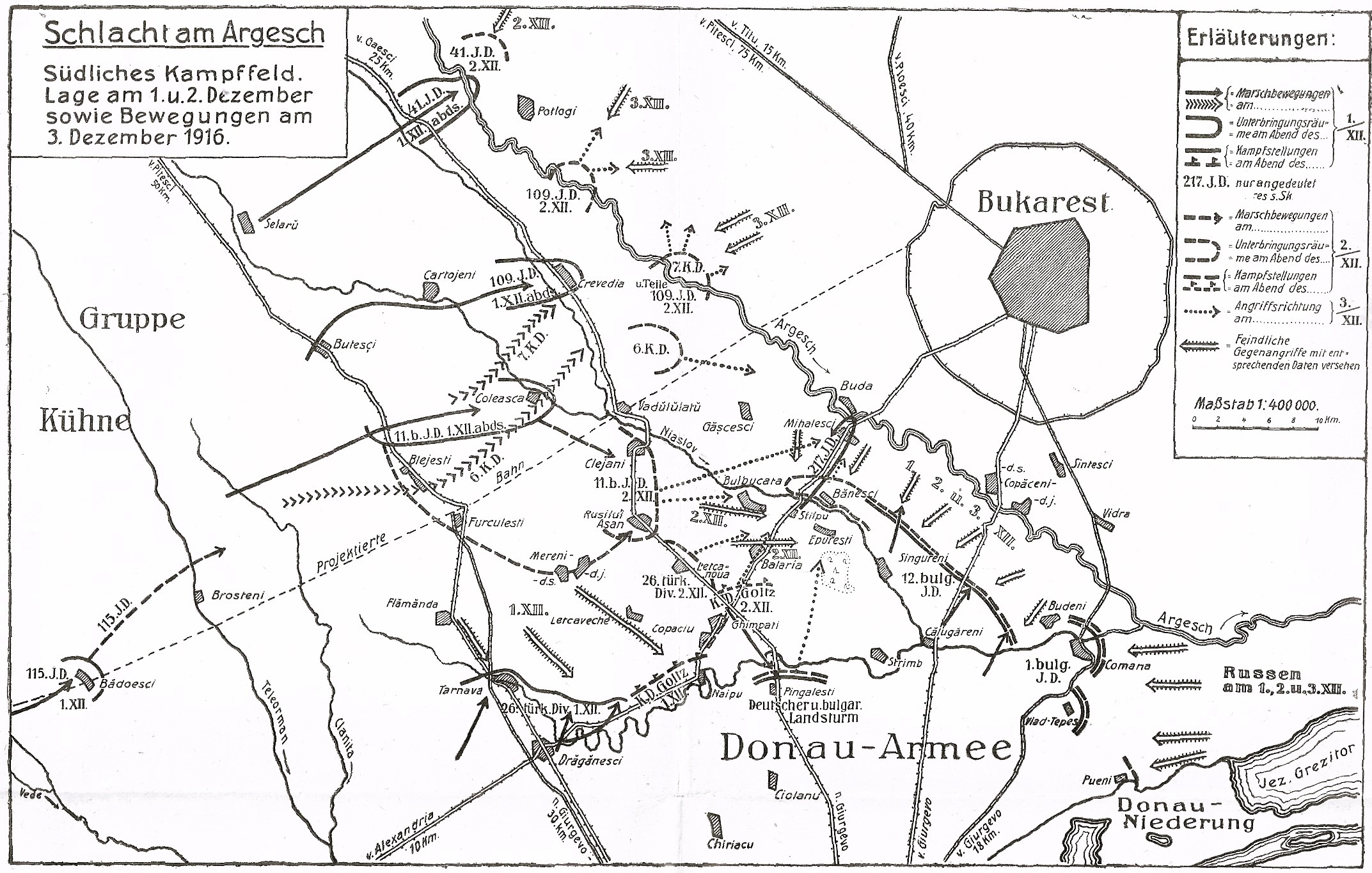
Bătălia de la Argeș

Comandamentul General LII Rezervă german (Donau-Armee) a fost una din marile unități operative ale Armatei Imperiale Germane, participantă la acțiunile militare de pe frontul român, în timpul Primului Război Mondial. În această perioadă, a fost comandat de generalul locotenent Robert Kosch.  :p. 183